# Rhapigia klagesi
Rhapigia klagesi är en fjärilsart som beskrevs av Rothschild 1917. Rhapigia klagesi ingår i släktet Rhapigia och familjen tandspinnare. Inga underarter finns listade.